# الزمعر (حبيل جبر)

تعديل مصدري - تعديل

الزمعر هي إحدى قرى عزلة حبيل جبر بمديرية حبيل جبر التابعة لمحافظة لحج، بلغ تعداد سكانها 89 نسمة حسب تعداد اليمن لعام 2004.